# Ophiusa absens
Ophiusa absens är en fjärilsart som beskrevs av W. Warren 1913. Ophiusa absens ingår i släktet Ophiusa och familjen nattflyn. Inga underarter finns listade i Catalogue of Life.